# Canton de Narbonne-2
Le canton de Narbonne-2 est une circonscription électorale française du département de l'Aude créée par le décret du 21 février 2014 et entrée en vigueur lors des élections départementales de 2015.

## Histoire
Un nouveau découpage territorial de l'Aude entre en vigueur en mars 2015, défini par le décret du 21 février 2014, en application des lois du 17 mai 2013 (loi organique 2013-402 et loi 2013-403). Les conseillers départementaux sont, à compter de ces élections, élus au scrutin majoritaire binominal mixte. Les électeurs de chaque canton élisent au Conseil départemental, nouvelle appellation du Conseil général, deux membres de sexe différent, qui se présentent en binôme de candidats. Les conseillers départementaux sont élus pour six ans au scrutin binominal majoritaire à deux tours, l'accès au second tour nécessitant 12,5 % des inscrits au premier tour. En outre la totalité des conseillers départementaux est renouvelée. Ce nouveau mode de scrutin nécessite un redécoupage des cantons dont le nombre est divisé par deux avec arrondi à l'unité impaire supérieure si ce nombre n'est pas entier impair, assorti de conditions de seuils minimaux. Dans l'Aude, le nombre de cantons passe ainsi de 35 à 19.

## Représentation
| Période élective | Période élective | Mandat | Mandat   | Identité         | Nuance | Nuance | Qualité                                                                                        |
| ---------------- | ---------------- | ------ | -------- | ---------------- | ------ | ------ | ---------------------------------------------------------------------------------------------- |
| 2015             | 2021             | 2015   | 2021     | Catherine Bossis |        | PS     | Conseillère municipale de Narbonne jusqu'en 2020 8ème Vice-Présidente du Conseil départemental |
| 2015             | 2021             | 2015   | 2021     | Jean-Luc Durand  |        | PRG    | Retraité Conseiller municipal de Gruissan                                                      |
| 2021             | 2028             | 2021   | en cours | Jean-Luc Durand  |        | PRG    | Conseiller sortant                                                                             |
| 2021             | 2028             | 2021   | en cours | Sandrine Sirvent |        | EELV   | Enseignante en SEGPA, Narbonne                                                                 |

### Résultats détaillés

#### Élections de mars 2015
À l'issue du 1er tour des élections départementales de 2015, trois binômes sont en ballottage : Michèle Boisset et Fabien Rouquette (FN, 30,94 %), Agnès Coudert et Didier Mouly (DVD, 29,42 %) et Catherine Bossis et Jean-Luc Durand (PS, 27,99 %). Le taux de participation est de 49,12 % (7 829 votants sur 15 940 inscrits) contre 57,46 % au niveau départemental et 50,17 % au niveau national.
Au second tour, Catherine Bossis et Jean-Luc Durand (PS) sont élus avec 36,15 % des suffrages exprimés et un taux de participation de 53,22 % (2 926 voix pour 8 484 votants et 15 940 inscrits).

#### Élections de juin 2021
Le premier tour des élections départementales de 2021 est marqué par un très faible taux de participation (33,26 % au niveau national). Dans le canton de Narbonne-2, ce taux de participation est de 31,86 % (5 178 votants sur 16 250 inscrits) contre 39,73 % au niveau départemental. À l'issue de ce premier tour, deux binômes sont en ballottage : Jean-Luc Durand et Sandrine Sirvent (Union à gauche avec des écologistes, 36,72 %) et François Peter et Milanka Petrovic (RN, 28,36 %).
Le second tour des élections est marqué une nouvelle fois par une abstention massive équivalente au premier tour. Les taux de participation sont de 34,3 % au niveau national, 39,98 % dans le département et 33,86 % dans le canton de Narbonne-2. Jean-Luc Durand et Sandrine Sirvent (Union à gauche avec des écologistes) sont élus avec 62,58 % des suffrages exprimés (3 152 voix pour 5 504 votants et 16 255 inscrits),,.

## Composition
| Nom                              | Code Insee | Intercommunalité  | Superficie (km2) | Population (dernière pop. légale)                | Densité (hab./km2) | Modifier                                    |
| -------------------------------- | ---------- | ----------------- | ---------------- | ------------------------------------------------ | ------------------ | ------------------------------------------- |
| Narbonne (bureau centralisateur) | 11262      | CA Grand Narbonne | 172,96           | Fraction : 16 295 (2022) Commune : 56 692 (2022) | 328                | modifier les données · modifier les données |
| Bages                            | 11024      | CA Grand Narbonne | 12,53            | 750 (2022)                                       | 60                 | modifier les données · modifier les données |
| Gruissan                         | 11170      | CA Grand Narbonne | 43,65            | 5 068 (2022)                                     | 116                | modifier les données · modifier les données |
| Canton de Narbonne-2             | 1112       |                   |                  | 22 113 (2022)                                    |                    | modifier les données                        |

Le canton de Narbonne-2 comprend :
1. Deux communes entières ;
2. La partie de la commune de Narbonne située au sud d'une ligne définie par l'axe des voies et limites suivantes : route de Perpignan (route départementale 6009), avenue d'Espagne, ligne de chemin de fer de Narbonne à Perpignan (jusqu'au canal de la Robine), canal de la Robine, ligne droite dans le prolongement du boulevard de Condorcet, boulevard Condorcet, place Thérèse-Léon-Blum, boulevard du Général-de-Gaulle, boulevard Gambetta, canal de la Robine.

## Démographie
En 2022, le canton comptait 22 113 habitants, en évolution de +10,07 % par rapport à 2016 (Aude : +2,65 %, France hors Mayotte : +2,11 %).
| 2013   | 2018   | 2022   |
| ------ | ------ | ------ |
| 19 714 | 21 671 | 22 113 |